# Sam Waley-Cohen
Sam Waley-Cohen, född 15 april 1982, är en pensionerad amatörjockey som tävlade i National Huntlöpning.

## Karriär
Waley-Cohen uppmärksammades 2007 då han kom på femte plats med sin fars häst Liberthine i Grand National. Han segrade även i 2010 års upplaga av King George VI Chase med Long Run (som reds i januari 2011), och hindrade därmed Kauto Star från att segra i löpet för femte året i rad.
2011 segrade Sam Waley-Cohen även i Cheltenham Gold Cup tillsammans med Long Run. Han blev då den första amatörjockeyn på 30 år att segra i löpet. 2012 och 2013 slutade ekipaget trea i löpet, efter Synchronized respektive Bobs Worth.
2022 meddelade Waley-Cohen att han skulle pensionera sig som jockey, och att hans ritt i 2022 års upplaga av Grand National med Noble Yeats skulle bli hans sista. Ekipaget lyckades att segra i löpet, till skrälloddset 50/1. Med segern blev Noble Yeats den första sjuåriga hästen att segra, sedan Bogskar, 1940.